# Georg Wünsch
Georg Wünsch (* 29. April 1887 in Lechhausen; † 22. November 1964 in Kassel) war evangelischer Theologe und Kirchenpolitiker.

## Werdegang
Nach dem Abitur am Gymnasium bei St. Anna 1907 studierte Wünsch in Erlangen Theologie und promovierte 1919 über die Bergpredigt bei Luther. Während seines Studiums wurde er Mitglied der AMV Fridericiana Marburg und der AMV Fridericiana Erlangen. Von 1916 bis 1922 war er Vikar bzw. Pfarrer in Meßkirch. Nach seiner Habilitation 1922 wurde er 1927 außerordentlicher und seit 1932 der erste ordentliche Professor für Systematische Theologie und Sozialethik.
Durch die Berufung Wünschs zum Wintersemester 1931 zum Professor für Sozialethik an die Philipps-Universität Marburg blickt diese auf die längste Institutsgeschichte dieses Faches im deutschen Sprachraum zurück.
Wünsch war in der Weimarer Republik Mitglied der SPD und engagierte sich in führender Position für die Religiösen Sozialisten. Nach der nationalsozialistischen Machtübernahme passte er sich in seinen Publikationen den ideologischen Vorgaben der Nationalsozialisten an. Der Prüfungsausschuss der Universität Marburg warf ihm 1946 "die übelste Anbiederung an die NSDAP" vor. Infolgedessen suspendierte die amerikanische Militärregierung ihn zwischen 1945 und 1950 von seiner Professur.
Nach dem Zweiten Weltkrieg war er mehrere Jahre Präsident des Bundes für Freies Christentum.
Er wird von Zeitzeugen „als ein großer Lehrer und väterlicher Freund seiner Studenten“ beschrieben.
Auf Wünsch geht die Formulierung „Theologie des Wirklichen“ zurück.

## Veröffentlichungen (Auswahl)
- Die Bergpredigt bei Luther. Eine Studie zum Verhältnis von Christentum und Welt, Tübingen, Mohr, 1920.
- Evangelische Wirtschaftsethik, Tübingen, Mohr, 1927.
- Christliche Sittlichkeit und sozialistische Wirtschaft. Vortrag auf dem 4. Kongreß der religiösen Sozialisten in Mannheim, Karlsruhe, 1928.
- Evangelische Ethik des Politischen, Tübingen, Mohr, 1936.
- Luther und die Gegenwart, Evang. Verlagswerk, Stgt., 1961.
- Zwischen allen Fronten. Der Marxismus in soziologischer und christlicher Kritik, Herbert Reich – Evangelischer Verlag GmbH, Hamburg, 1962.